# Eleutherodactylus feichtingeri
Eleutherodactylus feichtingeri é uma espécie de anfíbio anuros da família Eleutherodactylidae. Está presente em Cuba. A UICN classificou-a como em perigo crítico.